# Rezerwat przyrody Cielętnik
Rezerwat przyrody Cielętnik – rezerwat torfowiskowy położony w województwie warmińsko-mazurskim, w gminie Braniewo. Nadleśnictwo Zaporowo. Utworzony został w 1959 roku. Zajmuje powierzchnię 3,16 ha (akt powołujący podawał 3,38 ha). Celem ochrony rezerwatu jest ochrona procesów ekologicznych w ekosystemach mokradłowych.
Występują tu: jedno z największych skupisk brzozy niskiej, wierzba śniada, rutewka żółta, rutewka wąskolistna, storczyk plamisty, nerecznica grzebieniasta, storczyk szerokolistny, szalej jadowity, czermień błotna, przetacznik długolistny oraz fiołek torfowy, który umieszczony został w polskiej Czerwonej Księdze Roślin.